# Sirdal
Sirdal er en indlandskommune, som udgør den nordvestlige del af Agder fylke i Norge. Sirdal er i udstrækning fylkets største. Den grænser i vest til Lund, Bjerkreim og Forsand i Rogaland fylke, i nord til Valle i Aust-Agder, i øst til Bygland i Aust-Agder og Kvinesdal og i syd til Flekkefjord.
Kommunecenteret, Tonstad, i Sirdalsvatnets nordende, ligger 50 meter over havets overflade, mens Urddalsknuten med sine 1.434 meter er kommunens højeste fjeld.

## Samfund og næringsliv
Sirdal kommune er en kommune med en god økonomi. 45% af kommunens ansatte arbejder i den offentlige forvaltning. Ellers repræsenterer Sira-Kvina Kraftselskap og turismen mange arbejdspladser i kommunen. Mange populære tur og hytteområder  benyttes af folk fra Rogaland, som har to alternative adkomstveje over Gyadalen eller Hunnedalsveien. Der er rigeligt med fisk i en del af vandløbene, og rensdyr og elg har sine træk i området.

Sirdal har et|idrætsgymnasium , med vægt på skisport. Der er en golfbane, som er en de højeste beliggende i Europa. Sirdalsheiene er foruden å være nedslagsfelt for vand til vandkraft også et fårområde. Årlig sendes cirka 1.000 dyr til området. 

## Geografi
Sirdal er Norges sydligste højfjeldsområde og har gode forbindelser til Kristiansand i sydøst, Stavanger i vest og Setesdal i øst. Fjeldvejen fra Brokke i Setesdal til Suleskard er sommeråben fra slutningen af maj til 1. november.
Fjeldet Urdalsknuten ligger nord for Rosskreppfjorden, på grænsen mellem kommunerne Sirdal og Valle. Det har en højde på 1.434 meter over havet. Fjeldet består af ca 1 milliard år gammelt grundfjeld. Urdalsknuten er krævende at bestige, fordi den ligger så langt fra en kørevej. Den mest naturlige bestigningsvej er at tage båden over Rosskreppfjorden og gå videre fra nordbreden.

## Historie
Fra 1837 tilhørte Sirdal Bakke formandskabsdistrikt. I 1849 blev dalen skilt ud fra Bakke og Sirdal kommune etableret for første gang.
I 1905 blev kommunen delt i Tonstad og Øvre Sirdal kommuner.
I 1960 blev de to kommuner igen slået sammen til Sirdal kommune. Kommunen fik da også tillagt bygden Haughom fra Bakke kommune.

## Personer fra Sirdal
- Arild Haugen (1985-)